# Travis T. Flory
Travis T. Flory (San Bernardino, 24 maggio 1992) è un attore televisivo statunitense, noto al pubblico per il suo ruolo di Joey Caruso nella sit-com Tutti odiano Chris (Everybody Hates Chris).

## Filmografia

### Attore
- Becker (1999) - (serie TV 1 episodio)
- Zoey 101 (2005) - (serie TV 1 episodio)
- The Bernie Mac Show (2005) - (serie TV 1 episodio)
- The 12 Dogs of Christmas (2005)
- Nip/Tuck (2006) - (serie TV 1 episodio)
- Licenza di matrimonio (License to Wed) (2007)
- Eli Stone (2008) - (serie TV 1 episodio)
- Fratellastri a 40 anni (Step Brothers) (2008)
- Mostly Ghostly (2008)
- Tutti odiano Chris (Everybody Hates Chris) (2005-2009) - (serie TV 50 episodi)
- Provaci ancora Gary (Gary Unmarried) (2010) - (serie TV 1 episodio)